# Microptilium
Microptilium är ett släkte av skalbaggar som beskrevs av Matthews 1872. Microptilium ingår i familjen fjädervingar.
Släktet innehåller bara arten Microptilium palustre.